# جون إتش دويل
جون إتش دويل (بالإنجليزية: John H. Doyle) هو قاضي ومحامي أمريكي، ولد في 23 أبريل 1844 في مقاطعة بيري في الولايات المتحدة، وتوفي في 24 مارس 1919 في فلوريدا في الولايات المتحدة.